# Oued Berkeche
Oued Berkeche è un comune dell'Algeria, situato nella provincia di ʿAyn Temūshent.